# WB-10
WB-10 — польский экспериментальный плавающий танк, который был создан в единственном экземпляре, но не был запущен в серийное производство.

## История
В межвоенный период польские танкостроительные фирмы занимались не только копированием зарубежных образцов техники, вроде танкетки Carden-Lloyd Mk.VI, пехотного танка Vickers 6 tonn и скоростного Chritstie M1930. Создавались в Польше танки собственной, причем довольно оригинальной, конструкции. Одной из таких разработок был легкий танк, названный WB-10.
Проектирование этой любопытной машины началось в 1926 г. под руководством профессора Л.Эбермана. В танк закладывалось сразу несколько нововведений – WB-10 был плавающим и имел колёсно-гусеничный ход. Как видим, проект Эбермана появился практически одновременно с чехословацким КН-50 и французским St.-Chamond M1921. Согласно проекту бронелисты корпуса и башни имели рациональные углы наклона. О толщине брони сведения не сохранились, но можно предположить, что лобовые листы были не более 15 мм, а бортовые – порядка 8-10 мм. Экипаж танка состоял из 4 человек: командира, стрелка-радиста, механика-водителя и заряжающего.
Вооружение включало 37-мм или 47-мм пушку и двух 7,7-мм пулеметов. При движении на гусеницах колеса приподнимались над землёй. Когда требовался более скоростной ход колеса опускали, поднимая гусеничную ходовую часть. Все эти операции не требовали от экипажа покидать свою машину.
Постройка опытного образца WB-10 состоялась в том же 1926 г., но информации о его испытаниях практически не сохранилось. По некоторым данным механизм перехода с колес на гусеницы оказался крайне “сырым”, а полная масса танка составила около 13 тонн. Для сравнения, более массивный КН-50 весил порядка 6,5 тонн, аналогичный шведский танк Landsverk L-30 (1930 г.) – 11,5 тонн. Также остается неизвестным, проводились ли испытания WB-10 на воде. В любом случае, первый польский амфибийный танк с колесно-гусеничным ходом был признан военной комиссией неудачным и остался в единственном экземпляре.